# 大阪市立長居ユースホステル

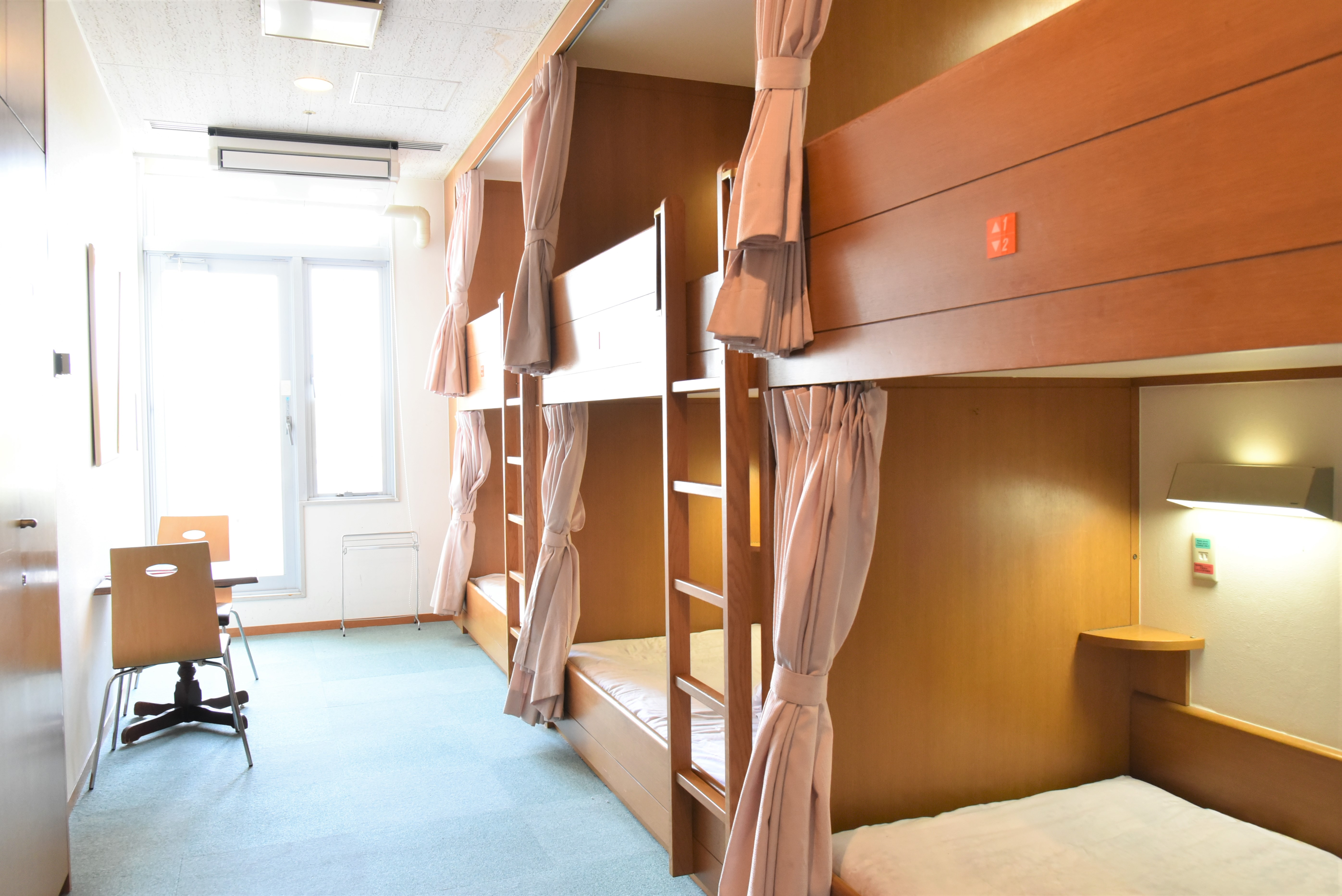
2段ベッドの洋室

大阪市立長居ユースホステル（おおさかしりつ ながいユースホステル）は、日本ユースホステル協会に加盟している大阪府のユースホステル。ヤンマースタジアム長居のスタンド内にある。
宿泊施設と貸会議室がある。貸会議室のみの利用も可能。

## 交通
- JR阪和線 鶴ケ丘駅下車、徒歩で約5分。大阪メトロ御堂筋線　長居駅下車、徒歩で１０分。